# Metak (glasbena skupina)
Metak je nekdanja hrvaška in jugoslovanska rock skupina iz Splita, ki je delovala od leta 1978 do 1981.